# Ménétréol-sous-Sancerre
Ménétréol-sous-Sancerre är en kommun i departementet Cher i regionen Centre-Val de Loire i de centrala delarna av Frankrike. Kommunen ligger  i kantonen Sancerre som tillhör arrondissementet Bourges. År 2022 hade Ménétréol-sous-Sancerre 296 invånare.

## Befolkningsutveckling
Antalet invånare i kommunen Ménétréol-sous-Sancerre
Referens:INSEE